# الكلية النرويجية للاقتصاد
الكلية النرويجية للاقتصاد (بالنرويجية: Norges Handelshøyskole) أو ك.ن.ا هي كلية متخصصة في ريادة الأعمال وتقع في مدينة برغن بالنرويج. تأسست عام 1936 كأول كلية ريادة أعمال في النرويج، وتُعدّ المؤسسة الرائدة في التعليم والبحث في مجالي الإدارة وإدارة الأعمال في النرويج. 
القبول في الكلية النرويجية للاقتصاد (ك.ن.ا) هو الأكثر تنافسًا في مجال إدارة الأعمال في النرويج، ويُعد من بين الأكثر تنافسًا بين جميع البرامج الدراسية في النرويج. برنامج البكالوريوس الوحيد في ك.ن.ا يحتل باستمرار مرتبة بين الأكثر شعبية كخيار أول للطلاب الجامعيين في النرويج. في عام 2020، كانت ك.ن.ا الخيار الأول الأكثر شيوعًا بين جميع برامج البكالوريوس في النرويج، حيث تجاوز عدد طلبات الاختيار الأول 2100 طلب، والعدد الاجمالي وصل الى أكثر من 5000 طلب على 500 مقعد متاح. 
تشارك الكلية في برامج تبادل طلابية مع أكثر من 170 كلية وجامعة ريادة أعمال أجنبية في أكثر من 50 دولة، ويقضي حوالي 40 بالمائة من طلاب المدرسة فصلًا دراسيًا واحدًا على الأقل في التبادل الطلابي. 

### قائمة العمداء
1. إنغفار ويديرفانغ ، 1936-1956
2. إليف دبليو بولسون ، 1956-1957
3. رولف والر ، 1957-1963
4. داج كوارد ، 1964-1972
5. أولاف هارالد جنسن ، 1973-1978
6. جيرهارد ستولتز ، 1979–1984
7. أرن كينسردال ، 1985-1990
8. ليف ميثلي ، 1990-1995
9. كارل يوليوس نورستروم ، 1995-1998
10. فيكتور دانييلسن نورمان ، 1999–2001
11. لكل إيفار جيروم ، 2001-2005
12. يان هالاند ، 2005–2013
13. فرويستين جيسدال ، 2013-2017
14. أويستين ثوجرسن ، 2017 – اليوم

## الأقسام
تحتوي الكلية على ستة أقسام أكاديمية:
- قسم المحاسبة والتدقيق والقانون [4]
- قسم ريادة الأعمال وعلوم الإدارة [5]
- قسم الاقتصاد [6]
- قسم المالية [7]
- قسم الاتصال المهني والثقافي [8]
- قسم الاستراتيجيات والإدارة [9]